# Maks Kernbaum
Maks Kernbaum (vel Maksymilian) (ur. 28 grudnia 1857 w Warszawie, zm. 2 stycznia 1936 w Łodzi) – polski przemysłowiec pochodzenia żydowskiego, działacz gospodarczy, społeczny i oświatowy, członek Rady Centralnego Związku Polskiego Przemysłu, Górnictwa, Handlu i Finansów w 1920 roku.

## Życiorys
Pochodził ze spolszczonej kupiecko-przemysłowej żydowskiej rodziny Izydora (zm. 1898) i Franki z Pragierów (zm. 1907). Był młodszym bratem Józefa (1856–1939), także przemysłowca. Po ukończeniu szkoły średniej pracował w przedsiębiorstwie ekspedycyjno-handlowym swego ojca, a następnie objął stanowisko dyrektora fabryki chemicznej „Radocha” w Sosnowcu. Ożenił się z Julią, córką łódzkiego przemysłowca i finansisty Hugo Wulfsohna, zamieszkał w Łodzi i w 1887  stał  się współwłaścicielem przędzalni i tkalni materiałów kortowych „Hugo Wulfsohn”, ponadto był w niej dyrektorem zarządzającym. W okresie międzywojennym  był prezesem Towarzystwa Akcyjnego Hugo Wulfsohn. Od 1899 r. został pełnomocnikiem teścia w Komitecie Giełdowym Łódzkim i następnie  w 1906 r. został członkiem zarządu. Wspólnie z Edwardem Heimanem nabył od Szlenkera fabrykę tkanin bawełnianych „Wola” w Warszawie.
Był także członkiem Rady Nadzorczej i zarządu Łódzkiego Banku Kupieckiego (1902), członkiem Komitetu Reprezentantów Zgromadzenia Kupców m. Łodzi, członkiem zarządu Związku Przemysłowców (od 1909) i członkiem sekcji Przemysłu Włóknistego Oddziału Łódzkiego Towarzystwa Popierania Rosyjskiego Handlu i Przemysłu. Wchodził w skład Rady Opiekuńczej Szkoły Handlowej przy Stowarzyszeniu Wzajemnej Pomocy Pracowników Handlowych, przekształconym później w Łódzkie Towarzystwo Szerzenia Wiedzy Handlowej. Od powstania (1 sierpnia 1914) do rozwiązania (30 czerwca 1915) Głównego Komitetu Obywatelskiego w Łodzi (do 9 sierpnia pod nazwą „Rada Czternastu”) pełnił w nim funkcję skarbnika, m.in. inicjując emisję bonów pieniężnych. Następnie 1 października 1917 zastąpił Ernesta Leonhardta na stanowisku burmistrza Łodzi.
W dwudziestoleciu międzywojennym był także wiceprezesem zarządu Spółki Akcyjnej Wyrobów Bawełnianych „Wola” w Warszawie, a w Łodzi członkiem Komitetu Dyskontowego Oddziału Banku Gospodarstwa Krajowego. Do 1930 był członkiem Rady Giełdowej Giełdy Pieniężnej. W latach 1921–1928 był wiceprezesem zarządu Związku Przemysłu Włókienniczego w Państwie Polskim, potem wybrano go członkiem honorowym. Działał w składzie zarządu Kuratorium Fundacji im. Hermana i Miny Konstadtów w Łodzi.
Zmarł w Łodzi. Pochowany został na  nowym cmentarzu żydowskim przy ul. Brackiej w Łodzi (kwatera Lewa D).
Miał synów: Stanisława (ur. 1887) i Mieczysława (ur. 1889) – inżyniera, oraz córkę Stefanię.

## Ordery i odznaczenia
- Krzyż Oficerski Orderu Odrodzenia Polski (30 kwietnia 1925)[7]
- Złoty Krzyż Zasługi (9 listopada 1931)[8]